# Ma chi te l'ha fatto fare?
Ma chi te l'ha fatto fare? è un film statunitense del 1974 diretto da Peter Yates, con Barbra Streisand.

## Trama
Henrietta e Pete sono due giovani sposi newyorkesi che vogliono migliorare il loro tenore di vita, ma ogni azione atta in questo senso, non fa altro che far sì che si indebitino fino al collo. Pete lavora come tassista e, parlando con i suoi colleghi, scopre che tra Stati Uniti e Russia ci sarà un accordo economico per la produzione di pancetta di maiale. Decide così di investire nel mercato, ma ha bisogno di tremila dollari per iniziare. Henrietta allora, pur di aiutarlo, si rivolge dapprima ad uno strozzino, poi a dei ladri di bestiame, passando attraverso le situazioni più stravaganti. Tutto questo in nome dell'amore. Ad un certo punto però, la fortuna sembra girare dalla loro parte.